# Petra Kleinert

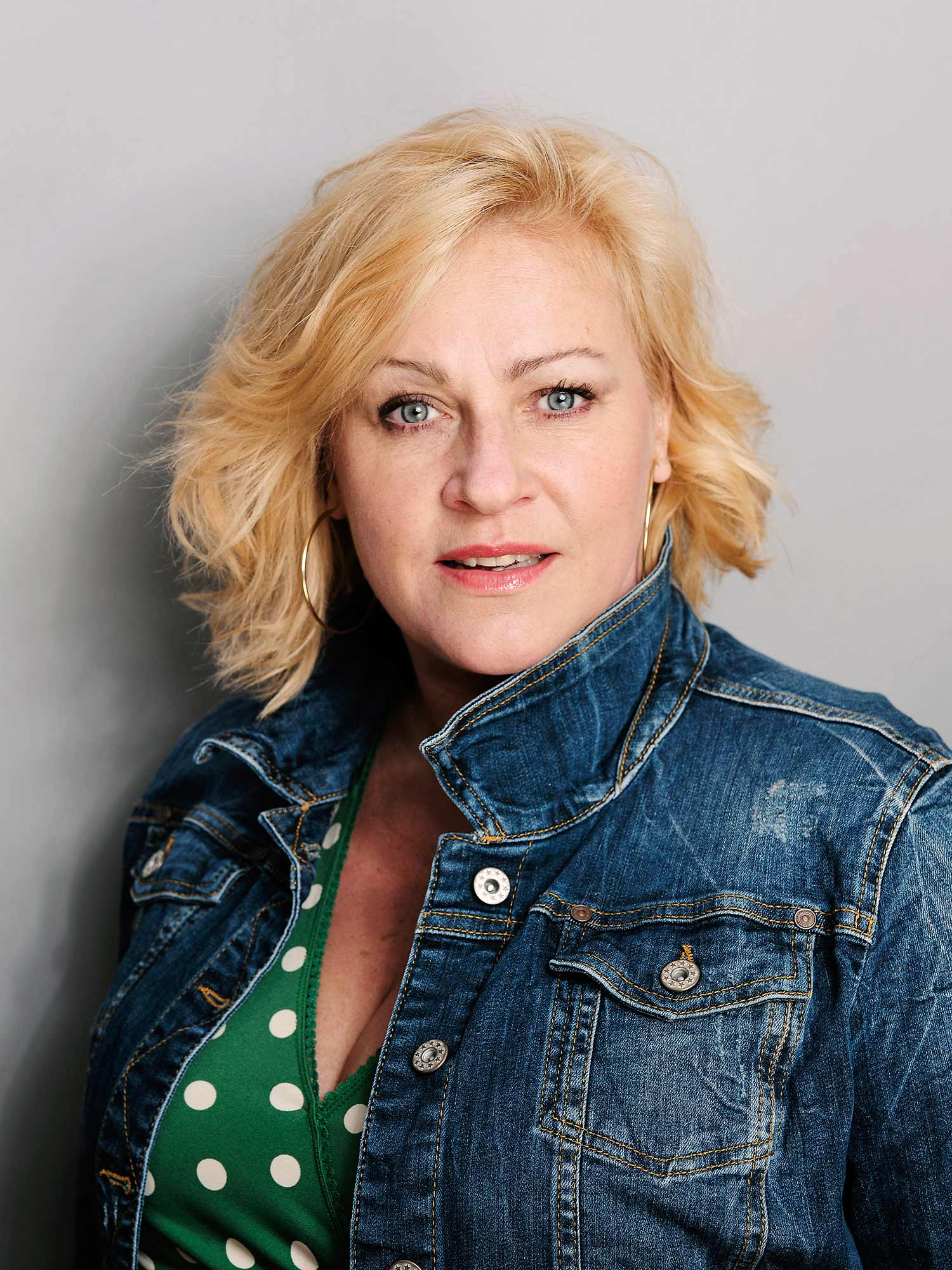
Petra Kleinert, 2016

Petra Kleinert (* 6. Juli 1967 in Jena) ist eine deutsche Schauspielerin. Einem breiten Fernsehpublikum wurde sie durch die Krimiserien Sperling, Doppelter Einsatz und Mord mit Aussicht bekannt.

## Leben

### Ausbildung und Theater
Nach ihrem Schulabschluss absolvierte Kleinert eine Lehre zur Keramikfacharbeiterin. Von 1987 bis 1990 besuchte sie die Theaterhochschule „Hans Otto“ in Leipzig. Anschließend absolvierte sie ein zweijähriges Praktikum am neuen theater in Halle. Von 1991 bis 1993 hatte sie ein festes Engagement am Brandenburger Theater.

### Film und Fernsehen

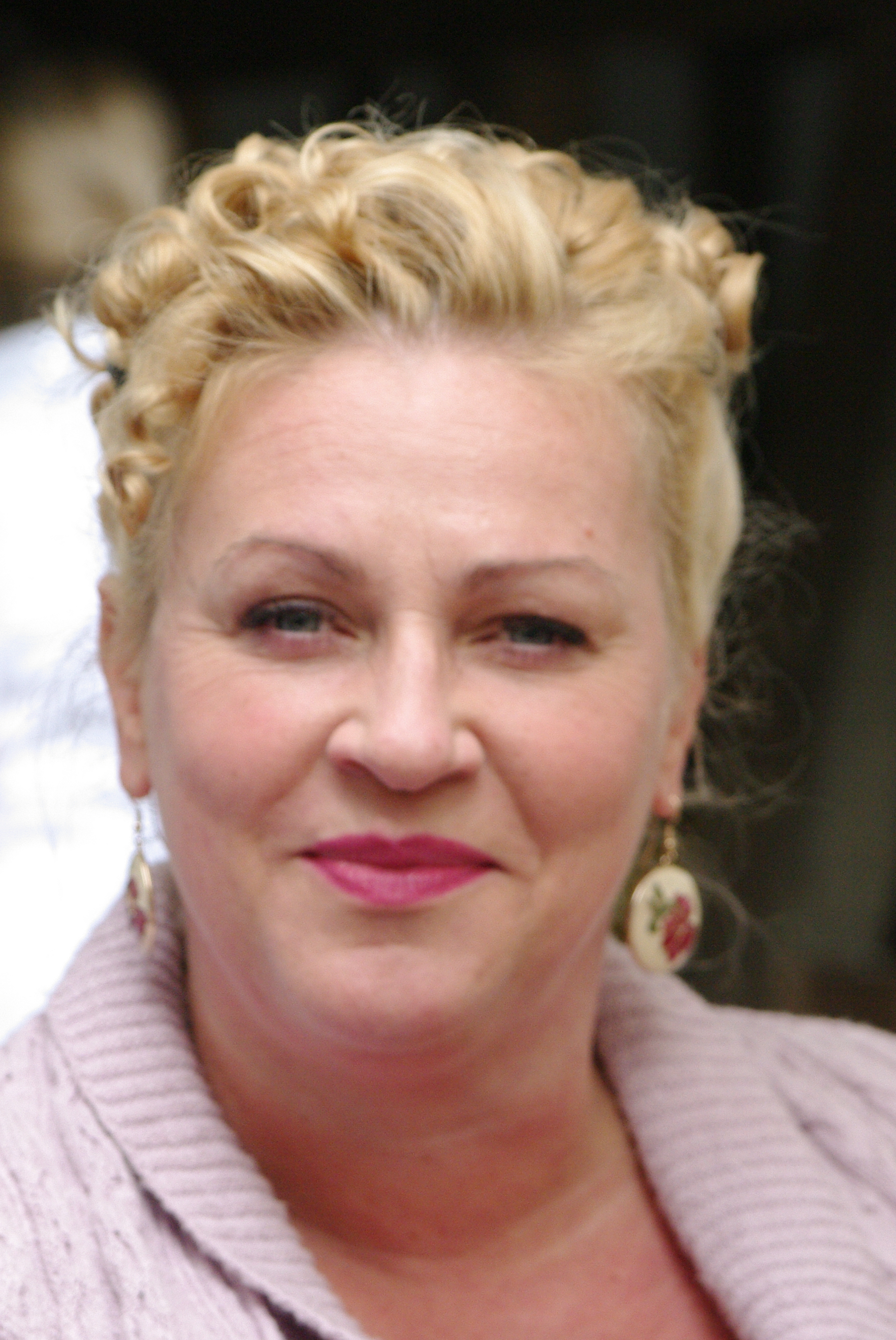
Petra Kleinert als Heike Schäffer, 2014

Kleinert gab 1992 ihr Filmdebüt in der Polit-Komödie Alles Lüge an der Seite von Dieter Hallervorden. In der Folgezeit spielte sie in mehreren Kino- und Fernsehfilmen, u. a. 1997 in Dominik Grafs Thriller Der Skorpion und 2012 neben Katrin Sass in der Filmkomödie Heiratsschwindler küsst man nicht. Ihr komödiantisches Können zeigte sie auch in vielen weiteren Produktionen, etwa 2014 in der Kriminalkomödie Alles Verbrecher – Eiskalte Liebe als reiche Hotelbesitzerin Rosi Döpfner und 2017 als Familienmutter Emma in dem österreichischen Spielfilm Das kleine Vergnügen.
Seit 1992 übernimmt Kleinert auch regelmäßig in zahlreichen Fernsehserien und -reihen, u. a. in Wolffs Revier, Hecht & Haie, Ein Fall für zwei, Die Drei und wiederholt im Polizeiruf 110 sowie im Tatort, Gastrollen.
Kleinert spielt neben ihren Gastauftritten mehrere feste und wiederkehrende Rollen. Zwischen 1994 und 1999 war sie in der ZDF-Familienserie Unser Lehrer Doktor Specht in der Rolle der Mathilde Specht zu sehen. Von 1996 bis 1999 ermittelte sie an der Seite von Dieter Pfaff als Kommissarin Vera Kowalski in sieben Folgen der Krimireihe Sperling. Danach spielte sie bis 2003 in der RTL-Krimiserie Doppelter Einsatz als Kommissarin Ellen Ludwig an der Seite von Despina Pajanou. In der humoristischen Krimiserie Mord mit Aussicht ist sie in der eher komischen Rolle der neugierigen Polizistenfrau (Staffeln 1–3) bzw. -witwe (Staffel 4) Heike Schäffer zu sehen. Von 2013 bis 2023 spielte sie die durchgehende Rolle der Sittenpolizistin Dagmar Schnee in der ZDF-Krimiserie SOKO Leipzig. In der Comedyserie Check Check von Klaas Heufer-Umlauf zählte sie von 2019 bis 2021 als Ingrid zur Stammbesetzung. In der sechsteiligen ZDF-Fernsehserie Der Palast spielte sie in einer Nebenrolle die Uschi Schmidt. Die Miniserie wurde im Dezember 2021 in der ZDF-Mediathek veröffentlicht und wurde am 2. und 3. Januar 2022 im linearen Fernsehen ausgestrahlt.

### Privates
Petra Kleinert ist mit dem österreichischen Schauspieler und Clowndoktor Reinhold Kammerer verheiratet. Das Paar lebt abwechselnd in Berlin und Wien.

## Filmografie

### Kinofilme
- 1992: Alles Lüge
- 1994: Sunny Point
- 2002: Drei Stern Rot
- 2004: Last Minute
- 2006: FC Venus – Angriff ist die beste Verteidigung
- 2009: Draußen am See
- 2012: Glück
- 2013: Ricky – normal war gestern
- 2016: Ente gut! Mädchen allein zu Haus
- 2017: Shop of Little Pleasures
- 2022: Die Känguru-Verschwörung

### Fernsehfilme
- 1992: Landschaft mit Dornen
- 1995: Patricias Geheimnis
- 1996: Jackpot
- 1996: Zwei vom gleichen Schlag
- 1996: Zwei Leben hat die Liebe
- 1997: Agentenfieber
- 1997: Tödlicher Duft
- 1997: Der Skorpion
- 1997: Eiskalte Liebe
- 1998: Vergewaltigt – Eine Frau schlägt zurück
- 1998: Ein Fleisch und Blut
- 1998: Mein Freund, der Bulle
- 1999: Menschenjagd
- 2002: Edgar Wallace – Das Haus der toten Augen
- 2004: Ein Engel namens Hans-Dieter
- 2005: Endlich Urlaub!
- 2006: Eine Stadt wird erpresst
- 2007: Liebe nach Rezept
- 2007: Der Mann im Heuhaufen
- 2008: Liebe nach Rezept
- 2009: Liebe macht sexy
- 2009: Mörder kennen keine Grenzen
- 2009: Fünf Tage Vollmond
- 2010: Sexstreik!
- 2010: Die Toten vom Schwarzwald
- 2011: Liebeskuss am Bosporus
- 2011: Stankowskis Millionen
- 2011: Die Schäferin
- 2011: Pilgerfahrt nach Padua
- 2012: Heiratsschwindler küsst man nicht
- 2013: Turbo & Tacho
- 2014: Alles Verbrecher – Eiskalte Liebe
- 2015: Eins ist nicht von dir
- 2015: Ein Mord mit Aussicht (Film-Special)
- 2016: Der Chef ist tot
- 2016: Krauses Glück
- 2017: Zwei Bauern und kein Land
- 2017: Das kleine Vergnügen
- 2019: Hanne
- 2019: Prof. Wall im Bordell
- 2023: Winterwalzer
- 2024: Ein Zimmer für Papa

### Fernsehserien und -reihen
- 1992, 1998: Wolffs Revier (verschiedene Rollen, 2 Folgen)
- 1993: Morlock: Die Verflechtung
- 1993: Eurocops (Folge Sumpfblüten)
- 1994: Hecht & Haie (Folge Schwein gehabt)
- 1994: Ein Fall für zwei (verschiedene Rollen, 2 Folgen)
- 1994: Wir sind auch nur ein Volk (Folge Die Serie zur Einheit)
- 1994: Freunde fürs Leben (Folge Torschlusspanik)
- 1994–1995: Frauenarzt Dr. Markus Merthin (15 Folgen)
- 1994–1996: Alles außer Mord (6 Folgen)
- 1995: A.S. – Gefahr ist sein Geschäft (verschiedene Rollen, 2 Folgen)
- 1995: Immenhof (Folge Kein Grund zum Feiern)
- 1995–1999: Unser Lehrer Doktor Specht (28 Folgen)
- 1995: Polizeiruf 110: Im Netz
- 1995: Polizeiruf 110: Jutta oder Die Kinder von Damutz
- 1995: Tatort: Frau Bu lacht
- 1995, 1998: Evelyn Hamanns Geschichten aus dem Leben (verschiedene Rollen, 2 Folgen)
- 1996: Alarmcode 112 (12 Folgen)
- 1997: Die Drei (Folge Porno)
- 1996–1999: Sperling (7 Folgen)
  - 1996: Sperling und das Loch in der Wand
  - 1997: Sperling und der gefallene Engel
  - 1997: Sperling und die verlorenen Steine
  - 1997: Sperling und sein Spiel gegen alle
  - 1998: Sperling und der brennende Arm
  - 1999: Sperling und die Tote aus Vilnius
  - 1999: Sperling und der falsche Freund
- 1999: Adelheid und ihre Mörder (Folge Mondstein-Serenade)
- 1999–2004: Doppelter Einsatz (24 Folgen)
- 2004: Tatort: Verraten und verkauft
- 2005: Jetzt erst recht! (10 Folgen)
- 2006, 2016: SOKO Wismar (verschiedene Rollen, 2 Folgen)
- 2007–2009: Notruf Hafenkante (21 Folgen)
- 2008: Großstadtrevier (Folge Neben der Spur)
- 2008: Einsatz in Hamburg – Tödliches Spiel
- 2008–2011: Die Stein (26 Folgen)
- seit 2008: Mord mit Aussicht (39 Folgen)
- 2009: Tatort: Rabenherz
- 2009: SOKO Donau (verschiedene Rollen, 2 Folgen)
- seit 2009: SOKO Leipzig (verschiedene Rollen, 38 Folgen)
- 2010: SOKO Kitzbühel (Folge Abgestürzt)
- 2010: In aller Freundschaft (Folge Die Kunst des Kochens)
- 2010: SOKO Stuttgart (Folge Der Prototyp)
- 2010, 2011: Schloss Einstein (2 Folgen)
- 2010: Kommissar Stolberg (verschiedene Rollen, 2 Folgen)
- 2011: Katie Fforde: Zum Teufel mit David
- 2011: Kommissarin Lucas – Gierig
- 2012: Ein starkes Team: Eine Tote zuviel
- 2013: Tatort: Summ, Summ, Summ
- 2013: Kripo Holstein – Mord und Meer (Folge Bei Anruf Mord)
- 2013–2023: SOKO Leipzig (durchgehende Rolle)
- 2014: SOKO Donau (Folge Pratermelodie)
- 2014: Mordsfreunde – Ein Taunuskrimi
- 2014: Herzensbrecher – Vater von vier Söhnen (Folge Versteckte Wahrheiten)
- 2015, 2023: SOKO Köln (Folgen Verfluchte Millionen, Nur der Moment)
- 2015: Josephine Klick – Allein unter Cops (Folge Bürgerwehr)
- 2016: Bettys Diagnose (Folge Von Anfängen und Abschieden)
- 2016: Küstenwache (Folge Hexenloch)
- 2017: Der Kriminalist (Folge Mutter des Sturms)
- 2018: Heldt (Folge Döner mit Biss)
- 2018: Katie Fforde: Zimmer mit Meerblick
- 2018–2019: Die Kanzlei (2 Folgen)
- 2019: In aller Freundschaft (Folge Ein grünes Herz)
- 2019: Zimmer mit Stall: Berge versetzen
- 2019: Die Bergretter (Folge Herzschmerz)
- 2019–2021: Check Check (21 Folgen)
- 2020: SOKO München (Folge Die Hebamme)
- 2021: Letzte Spur Berlin (Folge Heckenkrieg)
- 2021–2024: Der Palast (12 Folgen)
- 2022: Bettys Diagnose (Folge Bruderherz)
- 2024: Blutige Anfänger (Fernsehserie)